# Jürgen Bona Meyer
Jürgen Bona Meyer, född den 25 oktober 1829 i Hamburg, död den 22 juni 1897 i Bonn, var en tysk filosofisk skriftställare. Han var svåger till Karl August Möbius.
Meyer, som blev professor i filosofi i Bonn 1868, utgav Kants Psychologie, dargestellt und erläutert (1869), Philosophische Zeitfragen (1870; 2:a upplagan 1874) med mera. Meyer sysslade huvudsakligen med Aristoteles som naturforskare och sökte sprida kännedom i Tyskland om den franska filosofin samt verka för reformer i skol- och universitetsväsendet.